# The Marshall Mathers LP 2
The Marshall Mathers LP 2 — восьмий студійний альбом американського репера Емінема, що вийшов 5 листопада 2013 р. на лейблах Aftermath Entertainment, Shady Records та Interscope Records. Над платівкою працювали з 2011 по 2013 у кількох студіях.

## Передісторія
Eminem в інтерв'ю Rolling Stone у жовтні 2013.
24 травня 2012 Eminem підтвердив альбом і виступ Slaughterhouse на Hot 97's Summer Jam в інтерв'ю нью-йоркській радіостанції Hot 97 у шоу Пітера Розенберга. 30 червня 2012 репер розмовляв про реліз з DJ Whoo Kid на своїй власній радіостанції Shade 45. Він повідомив, що матеріал набирає форму, у певний момент до проекту залучать Доктора Дре. Eminem пояснив: «Я зазвичай починаю працювати у певному напрямку та просто записую те, що відчуваю. Потім я зустрічаюся з Дре й завершую щось з матеріалу».
30 серпня 2012 Royce da 5'9" з'явився на RapFix з гуртом Slaughterhouse і поділився інформацією про альбом: «Я не впевнений як світ відреагує на дещо з прослуханого мною». Він також зазначив, що почуте стало причиною його кошмарів.

## Запис, продакшн
1 серпня 2012 Eminem дав інтерв'ю американській радіостанції Channel 955, у нього спитали про стан справ з восьмим альбомом. Репер відповів, що він не сконцентрований на роботі через зайнятість над другою платівкою Slaughterhouse Welcome to: Our House. 6 липня 2012 близький друг і колишній протеже, 50 Cent, підтвердив свою появу на альбомі, спільний трек з великою ймовірністю стане головним чи другим синглом, однак пісня навіть не увійшла до альбому.
5 вересня 2012 американський продюсер No I.D. повідомив MTV News про майбутню роботу в студії з Емінемом над його альбомом, розмову з репером про співпрацю. Він сказав:
| Ліві лапки | «Він один з найкращих, я хочу працювати з одним з найкращих, спробувати й зробити свій внесок. Я думаю, це буде наступний крок у моїй кар'єрі, у тому, що я намагаюся робити». | Праві лапки |

Навіть попри відсутність назви й дати релізу на той час платівка потрапила до рейтингу «Найочікуваніших альбомів 2013» за версіями MTV, «Complex» (№ 6), «XXL» (№ 5).
Поп-співачка Rihanna, з якою Емінем уже співпрацював раніше, взяла участь у записі пісні «The Monster». 11 вересня 2013 вона натякнула на це у Twitter: «Щойно залишила студію… Записала гук для #monster одного з моїх улюблених артистів! Це все, що можу вам поки сказати… #NavyShit». Після оголошення треклисту Бебе Рекса сповістила через Twitter, що вона є співавтором композиції за участі Rihanna. Рекса записала «The Monster» у листопаді 2012 у студії Harlem's Stadium Red під час роботи над своїм дебютним альбомом. Продюсер треку програвав записи для голови A&R Shady Records, Ріґґза Моралеса, котрий миттєво попрохав видалити слова й надіслати Pro Tools-сесії Емінему. Той додав власні куплети, трохи змінив інструментал, зберігши бек-вокал Рекси. За схожою схемою записано «Legacy».
Перший трек «Bad Guy» спродюсував S1, вокал: Сара Джаффе. Обоє відомі як The Dividends.

## Обкладинка
20 вересня репер оприлюднив обкладинку платівки через Twitter, першу з часів Infinite (1996), де відсутній Емінем. На обкладинці зображено світлину старого будинку, в якому виконавець провів свою юність. Зараз його забито дошками, адресу 19946 позначено аерозольною фарбою. Обкладинка дуже схожа на The Marshall Mathers LP, однак Емінем не сидить на ґанку через бур'ян і напівзруйнований стан будинку. 25 жовтня опублікували обкладинку делюкс-видання, варіацію стандартної. Різниця: вигляд з вікна автівки.
7  листопада будинок зайнявся. Пожежники загасили вогонь, верхній поверх зазнав пошкоджень. Наприкінці місяця будинок знесли як аварійний.
Делюкс-видання складається з 2 дисків, дизайн яких стилізовано під печатку Детройта й прапор міста. У грудні 2013 Complex назвав обкладинку 10-ю найкращою за рік.

## Реліз та реклама
11 лютого 2013 менеджер виконавця Пол Розенберг сповістив, що альбом вийде після Дня пам'яті у 2013. «Ми плануємо видати новий альбом Емінема в 2013. Він працював над ним певний час… Можна з упевненістю сказати, що це буде після Дня пам'яті, але ми не знаємо коли саме. У нас є кілька дат концертів в Європі у серпні, тож ми шукаємо зручний момент». 22 березня 2013 Dr. Dre повідомив про свою роботу з Емінемом і що він близький до завершення альбому. 14 серпня 2013 відбулась прем'єра трейлеру мультиплеєра відеогри Call of Duty: Ghosts з піснею «Survival» з участю Ліз Родріґес, котру спродюсував DJ Khalil. У прес-релізі анонсували вихід першого синглу найближчим часом. 25 серпня у рекламі навушників Beats by Dre на MTV Video Music Awards оголосили назву The Marshall Mathers LP 2 (сиквел The Marshall Mathers LP), дату випуску 5 листопада 2013 та 2 уривки дебютного окремку «Berzerk», що вийшов 27 серпня. 9 вересня на Vevo відбулась прем'єра кліпу, виконавець знову пофарбував волосся у білий колір.
8 жовтня 2013 «Survival» з'явився на iTunes, а відеокліп — на YouTube. 14 жовтня 2013 на YouTube-каналі відбулась прем'єра аудіо третього синглу «Rap God». Пісня з'явилася на iTunes пізніше того ж дня. 24 жовтня стало відомо, що «The Monster» випустять четвертим окремком наступного тижня. Радіо-прем'єру заплановано на 28 жовтня.
17 жовтня 2013 на вебсайті Емінема стали приступними передзамовлення з делюкс-CD й різним мерчем.
У серпні 2013 Eminem виконав 4 концерти в Європі. У них також взяли участь Slaughterhouse, Кендрік Ламар, EarlWolf (Tyler, The Creator і Ерл Светшерт), Yelawolf, Chance the Rapper. У лютому 2014 репер також відвідав Австралію та Нову Зеландію у рамцях Rapture Tour. На 4 концертах також виступили Кендрік Ламар, Джей Коул, 360, Девід Даллас, Chance the Rapper і Екшн Бронсон. За повідомленнями, Eminem ретельно підбирав артистів для шоу. На серпень 2014 заплановано міні-тур The Monster Tour.

## Комерційний успіх
Наклад у США за перший тиждень: 792 тис. копій, другий результат року після The 20/20 Experience Джастіна Тімберлейка (968 тис. у березні), що також є 6 найкращим за минулі 5 років. The Marshall Mathers LP 2 — сьомий поспіль альбом у кар'єрі репера, що дебютував на 1-ій сходинці (якщо враховувати Curtain Call: The Hits). Продаж у Великій Британії: 143 тис. Eminem став першим американським виконавцем з 7 платівками № 1 поспіль. Загалом наразі займає друге місце після The Beatles.
В Австралії посів 1-шу позицію за 3 дні продажу і є сьомим альбомом № 1 поспіль. У Новій Зеландії альбом сертифікували золотим лише за 3 дні після релізу, він розійшовся накладом у більш ніж 7500 копій. Платівка дебютувала на 2-ій сходинці Canadian Albums Chart з результатом у 104 тис., що на 2 тис. менше ніж у нового альбому Селін Діон Loved Me Back to Life.
Результат у світі: понад 5,5 млн. Станом на квітень 2015, за Nielsen Soundscan, наклад у США становив 2,7 млн. Платівка стала найпродаванішим релізом 2013 року у Канаді (242 тис. копій).

## Відгуки
The Marshall Mathers LP 2 посів 24-те місце рейтингу «50 найкращих альбомів 2013» за версією Rolling Stone, 28-ме «50 найкращих альбомів 2013» за версією Spin, 2-ге «25 найкращих альбомів 2013» XXL, 6-те «50 найкращих альбомів 2013» за версією Complex. Останній назвав платівку найкращою роботою репера з часів The Eminem Show. Альбом також потрапив на 64-ту сходинку річного топ-100 MusicOMH, 48-му списку PopMatters та 17-ту Faster Louder.
| Рік  | Видання                  | Позиція | Країна | Рейтинг                                     |
| ---- | ------------------------ | ------- | ------ | ------------------------------------------- |
| 2013 | musicOMH                 | 64      | Канада | Топ-100 альбомів 2013                       |
| 2013 | XXL                      | 2       | США    | 25 найкращих альбомів 2013                  |
| 2013 | Complex                  | 6       | США    | 50 найкращих альбомів 2013                  |
| 2013 | Digital Spy              | 24      | США    | Топ-альбоми 2013 від Digital Spy            |
| 2013 | Rolling Stone            | 24      | США    | 50 найкращих альбомів 2013                  |
| 2013 | Rolling Stone            | 4       | США    | 25 найкращих хіп-хоп альбомів 2013          |
| 2013 | Spin                     | 28      | США    | 50 найкращих альбомів 2013 від Spin         |
| 2013 | Spin                     | 7       | США    | 40 найкращих хіп-хоп альбомів 2013 від Spin |
| 2013 | PopMatters               | 48      | США    | 75 найкращих альбомів 2013                  |
| 2014 | Огляд The Barnes & Noble | 7       | США    | Список Декана 2013                          |

## Нагороди й номінації
| Рік  | Церемонія              | Категорія                  | Вислід    |
| ---- | ---------------------- | -------------------------- | --------- |
| 2014 | Billboard Music Awards | «Топ-альбом Billboard 200» | Номінація |
| 2014 | Billboard Music Awards | «Топ реп-альбом»           | Перемога  |
| 2014 | BET Hip Hop Awards     | «Альбом року»              | Номінація |
| 2015 | Ґреммі                 | «Найкращий реп-альбом»     | Перемога  |

## Список пісень
Треклист оприлюднили 10 жовтня.
| #     | Назва                                 | Автор | Продюсер(и)                                                        | Тривалість |
| ----- | ------------------------------------- | --- | ------------------------------------------------------------------ | ---------- |
| 1.    | «Bad Guy»                             | Частина 1: Маршалл Мезерс, Ларрі Д. Ґріффін-молодший, Марк Лендон, Сара Джаффе, Волтер Мерфі Частина 2: Мезерс, Ніколас Ворвор, Вінні Вендітто, С. Гакер, М. Аєлло, Жан Ревербері, Лаура Джордано | Частина 1: S1, M-Phazes Частина 2: StreetRunner, Vinny Venditto[A] | 7:14       |
| 2.    | «Parking Lot» (Skit)                  | Мезерс | Eminem                                                             | 0:55       |
| 3.    | «Rhyme or Reason»                     | Мезерс, Род Арджент | Рік Рубін, Eminem                                                  | 5:01       |
| 4.    | «So Much Better»                      | Мезерс, Луїс Ресто | Eminem, Луїс Ресто[B]                                              |            |
| 5.    | «Survival»                            | Мезерс, Ліз Родріґес, Каліл Абдул-Рахман, Ерік Елкок, Пренем Ін'єті, Майк Стрендж | DJ Khalil                                                          | 4:32       |
| 6.    | «Legacy»                              | Мезерс, Поліна Ґуд'єва, Девід Брук, Емайл Гейні | Emile                                                              | 4:56       |
| 7.    | «Asshole» (з участю Skylar Grey)      | Мезерс, Александер Ґрант, Голлі Гаферменн, Ресто | Alex da Kid, Eminem[B]                                             | 4:27       |
| 8.    | «Berzerk»                             | Мезерс, Вільям Сквайр, Адам Горовіц, Адам Яуч, Рік Рубін, Джозеф Моделісте, Артур Невілл, Сіріл Невілл, Вінсент Браун, Ентоні Крісс, Кейр Ґіст                                                    | Rick Rubin                                                         | 3:58       |
| 9.    | «Rap God»                             | Мезерс, Біґрем Заяс, Метт'ю Делґіорно, Гакер, Дуґлас Девіс, Річард Волтерс, Даня Беркс, Хуана Бернс, Хуаніта Лі, Фатіма Шахід, Кім Нейзл                                                          | DVLP, Filthy[A]                                                    | 6:03       |
| 10.   | «Brainless»                           | Мезерс, Ресто | Eminem, Луїс Ресто[B]                                              | 4:46       |
| 11.   | «Stronger Than I Was»                 | Мезерс, Ресто | Eminem, Луїс Ресто[B]                                              | 5:36       |
| 12.   | «The Monster» (з участю Rihanna)      | Мезерс, Браян Фрайзел, Аарон Кляйнштаб, М. Атанасіу, Робін Фенті, Джон Белліон, Бебе Рекса | Frequency, Aalias[A]                                               | 4:10       |
| 13.   | «So Far…»                             | Мезерс, Джо Волш, Джессі Вівер | Рік Рубін                                                          | 5:17       |
| 14.   | «Love Game» (з участю Kendrick Lamar) | Мезерс, Кендрік Дакворт, Клінт Баллард, Джиммі Ґрієр, Кой По, Пінкі Томлін | Рік Рубін                                                          | 4:56       |
| 15.   | «Headlights» (з участю Nate Ruess)    | Мезерс, Нейт Рюсс, Гейні, Джефф Бескер, Ресто | Emile, Джефф Бескер, Eminem[B]                                     | 5:43       |
| 16.   | «Evil Twin»                           | Мезерс, Тевіш Ґрегем, Джої Чавес, Ресто | Сід Роумз, Eminem[B]                                               | 5:57       |
| 78:13 |                                       | |                                                                    |            |

| Бонус-трек Call of Duty: Ghosts | Бонус-трек Call of Duty: Ghosts   | Бонус-трек Call of Duty: Ghosts | Бонус-трек Call of Duty: Ghosts | Бонус-трек Call of Duty: Ghosts |
| #                               | Назва                             | Автор                           | Продюсер(и)                     | Тривалість                      |
| ------------------------------- | --------------------------------- | ------------------------------- | ------------------------------- | ------------------------------- |
| 17.                             | «Don't Front» (з участю Buckshot) | Мезерс, Кен'ятта Блейк          | Ken Lewis, Katalyst             | 4:44                            |
| 82:57                           |                                   |                                 |                                 |                                 |

| Бонус-треки делюкс-видання | Бонус-треки делюкс-видання               | Бонус-треки делюкс-видання                                                              | Бонус-треки делюкс-видання      | Бонус-треки делюкс-видання |
| #                          | Назва                                    | Автор                                                                                   | Продюсер(и)                     | Тривалість                 |
| -------------------------- | ---------------------------------------- | --------------------------------------------------------------------------------------- | ------------------------------- | -------------------------- |
| 1.                         | «Baby»                                   | Мезерс, Ресто, Стрендж                                                                  | Eminem                          | 4:23                       |
| 2.                         | «Desperation» (з участю Jamie N Commons) | Мезерс, Дж. Коммонз, Ґрент                                                              | Alex da Kid                     | 3:56                       |
| 3.                         | «Groundhog Day»                          | Мезерс, К. Маккормік, А. Фіні, Т. Бреннек, Дж. Тенкл, Г. Штайнвайсс, Д. Ґай, Л. Міхельс | Cardiak, Френк Д'юкс, Eminem[A] | 4:53                       |
| 4.                         | «Beautiful Pain» (з участю Sia)          | Мезерс, С. Фурлер, Гейні                                                                | Emile                           | 4:25                       |
| 5.                         | «Wicked Ways»                            | Мезерс, Ґрент                                                                           | Alex da Kid                     | 6:32                       |
| 102:21                     |                                          |                                                                                         |                                 |                            |

Примітки
- A^ позначає співпродюсера.
- B^ позначає додаткового продюсера.
- «Bad Guy» містить вокал Сари Яффе.
- «Survival» містить вокал Ліз Родріґрес.
- «Legacy» містить вокал Поліни.
- «Love Game» містить вокал Кейри Мері.

Семпли
- «Bad Guy» містить семпл з «Hocus Pokus» у вик. Волтера Мерфі; «Soana» (автори: Жан П'єро Ревербі, Лаура Джордано); «Ode to Billie Joe» у вик. Лу Дональдсон.
- «Rhyme or Reason» містить семпл з «Time of the Season» у вик. The Zombies.
- «Berzerk» містить семпл з «The Stroke» у вик. Біллі Скваєра, «The New Style» у вик. Beastie Boys і «(You Gotta) Fight for Your Right (To Party!)» у вик. Beastie Boys, «Feel Me Flow» у вик. Naughty by Nature
- «Rap God» містить інтерполяції з «The Show» у вик. Doug E. Fresh; «Supersonic» у вик. J. J. Fad.
- «So Far…» містить семпл з «Life's Been Good» у вик. Джо Волша; «P.S.K. What Does It Mean?» у вик. Schoolly D.
- «Love Game» містить семпл з «Game of Love» у вик. Вейна Фонтани та The Mindbenders; інтерполяції з «The Object of My Affection» (автори: Джиммі Ґрієр, Кой По й Пінкі Томлін).

## Чартові позиції

### Тижневі
| Чарт (2013)     | Найвища позиція |
| --------------- | --------------- |
| Австралія       | 1               |
| Австрія         | 1               |
| Велика Британія | 1               |
| Данія           | 3               |
| Ірландія        | 1               |
| Іспанія         | 9               |
| Канада          | 1               |
| Мексика         | 36              |
| Нідерланди      | 4               |
| Німеччина       | 1               |
| Нова Зеландія   | 1               |
| Норвегія        | 1               |
| Польща          | 2               |
| Португалія      | 10              |
| США             | 1               |
| Угорщина        | 21              |
| Фінляндія       | 12              |
| Франція         | 2               |
| Швейцарія       | 1               |
| Швеція          | 2               |
| Шотландія       | 1               |

### Річні
| Чарт (2013)               | Позиція |
| ------------------------- | ------- |
| Австралія                 | 8       |
| Валлонія                  | 119     |
| Велика Британія           | 13      |
| Канада                    | 10      |
| Нідерланди                | 63      |
| США                       | 16      |
| US Rap Albums             | 4       |
| US Top R&B/Hip-Hop Albums | 6       |
| Фландрія                  | 59      |
| Швейцарія                 | 12      |
| Чарт (2014)               | Позиція |
| Австралія                 | 33      |
| Нова Зеландія             | 23      |
| US Billboard 200          | 5       |
| US Top R&B/Hip-Hop Albums | 2       |
| US Rap Albums             | 1       |
| Чарт (2015)               | Позиція |
| US Billboard 200          | 96      |
| US Top R&B/Hip-Hop Albums | 57      |

## Сертифікації
| Країна          | Сертифікація  | Наклад   |
| --------------- | ------------- | -------- |
| Австралія       | Платиновий    | 70 тис.  |
| Австрія         | Платиновий    | 15 тис.  |
| Бельгія         | Золотий       | 15 тис.  |
| Велика Британія | Платиновий    | 550 тис. |
| Ірландія        | Платиновий    | 15 тис.  |
| Італія          | Золотий       | 30 тис.  |
| Канада          | 4× Платиновий | 320 тис. |
| Мексика         | Золотий       | 30 тис.  |
| Німеччина       | Платиновий    | 200 тис. |
| Нова Зеландія   | Платиновий    | 15 тис.  |
| Польща          | 2× Платиновий | 40 тис.  |
| США             | 2× Платиновий | 2,7 млн  |
| Франція         | Платиновий    | 100 тис. |
| Швейцарія       | Платиновий    | 30 тис.  |
| Швеція          | Платиновий    | 40 тис.  |
| Загалом         |               |          |
| Реґіон          | Сертифікація  | Наклад   |
| Європа          | Платиновий    | 1 млн    |
| Світ            |               | 5,5 млн  |

## Учасники
- Рік Рубін — виконавчий продюсер
- Dr. Dre — виконавчий продюсер, зведення
- Делберт Баверс, Eminem, Мауріцио Іреґоррі, Менні Маррокін — зведення
- Р.Дж. Колстон, Кріс Ґолланд — помічники звукорежисера зі зведення
- Тоні Кампана, Джош Моссер — звукорежисери
- Філліп Бруссард-молодший, Девід Ковелл, Ерік Лінн, Шон Оуклі — помічники звукорежисера
- Майк Стрендж — звукорежисер, гітара, бас-гітара, зведення
- Джо Стрендж — звукорежисер, клавішні, програмування
- Моріс «Malex» Александер — звукорежисер вокалу
- Макі Етанасіу, DVLP — інструменти
- Ерік Елкок, Пренам Ін'єті — гітара
- I.L.O., Луїс Ресто — клавішні
- Браян «Big Bass» Ґарднер — мастеринг
- Брент Колатало, Кен Льюїс — цифрове редагування
- Джейсон Лейдер — бас-гітара, цифрове редагування, звукорежисер, гітара, клавішні
- Каліл Абдул Рахман — програмування ударних
- Сара Яффе, Кейра Мері, Ліз Родріґес — хор/приспів
- Бебе, Поліна — бек-вокал
- Аліна Моффет — очищення семплів
- Ларрі Четмен — координатор проекту
- Джейсон Сенґермен — маркетинг
- Денніс Деннегі — маркетинг, реклама
- DJ Mormile, Джон Фішер, Аліша Ґрегем, Дарт Паркер, Менні Сміт — A&R
- Лес Скаррі — управління операціями
- Ешлі Палмер — помічник координатора
- Джеремі Деп'ютет — світлина для обкладинки, фотограф
- Кевін Мазур, Дженні Рішер, Пол Розенберг — фотографи
- Майк Сапуто — артдиректор, дизайн

## Історія виходу
| Країна    | Дата             | Формат                  | Лейбл                        |
| --------- | ---------------- | ----------------------- | ---------------------------- |
| Німеччина | 5 листопада 2013 | CD, завантаження музики | Shady, Aftermath, Interscope |
| США       | 5 листопада 2013 | CD, завантаження музики | Shady, Aftermath, Interscope |